# Salt (film)
Salt este un film thriller de acțiune cu spioni, de producție americană, din 2010, regizat de Phillip Noyce după un scenariu de Kurt Wimmer. În rolurile principale sunt Angelina Jolie, Liev Schreiber, Daniel Olbrychski, August Diehl și Chiwetel Ejiofor. 
Filmul a fost prezentat și la San Diego Comic-Con pe 22 iulie și a fost lansat în America de Nord pe 23 iulie 2010, iar în Regatul Unit pe 18 august 2010. Salt a încasat 294 milioane $ la box office-ul mondial și a primit în general recenzii pozitive. 

## Distribuție
- Angelina Jolie în rolul lui Evelyn Salt/Natasha Chenkov
- Liev Schreiber în rolul lui Theodore "Ted" Winter/Nikolai Tarkovsky
- Chiwetel Ejiofor în rolul lui (Darryl) Peabody
- Daniel Olbrychski în rolul lui Oleg Vasilyevich Orlov
- August Diehl în rolul lui Michael Krause
- Daniel Pearce în rolul lui Orlov tânăr
- Hunt Block în rolul Președintelui SUA Howard Lewis
- Andre Braugher în rolul Secretarului Apărării
- Olek Krupa în rolul Președintelui Rusiei Boris Matveyev
- Cassidy Hinkle în rolul Natasha Chenkov tânără
- Corey Stoll în rolul lui Shnaider
- Vladislav Koulikov în rolul tatălui lui Chenkov
- Olya Zueva în rolul mamei lui Chenkov
- Kevin O'Donnell în rolul ofițerului CIA tânăr
- Gaius Charles în rolul ofițerului CIA

## Coloana sonoră
Salt: Original Motion Picture Soundtrack a fost lansat pe 20 iulie 2010 pe iTunes și pe 11 august 2010 pe CD-R on-demand pe Amazon.com. Muzica a fost compusă de James Newton Howard și lansată de Madison Gate Records.

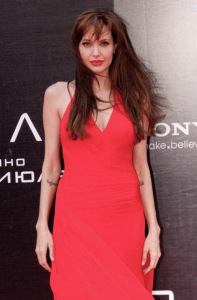
Jolie la premiera filmului de la Moscova, pe 25 iulie 2010

Track listing
Toate melodiile sunt scrise și compuse de James Newton Howard. 
| Nr.             | Titlu                            | Lungime |  |
| 1.              | „Prisoner Exchange”              | 4:09    |  |
| 2.              | „Escaping the CIA”               | 5:20    |  |
| 3.              | „Cornered”                       | 1:09    |  |
| 4.              | „Orlov's Story”                  | 4:43    |  |
| 5.              | „Chase Across DC”                | 6:51    |  |
| 6.              | „Hotel Room Preparations/Parade” | 3:59    |  |
| 7.              | „Attack On St. Bart's Cathedral” | 3:10    |  |
| 8.              | „A Dark Goddamn Hole”            | 1:47    |  |
| 9.              | „Taser Puppet”                   | 1:34    |  |
| 10.             | „You Are My Greatest Creation”   | 4:13    |  |
| 11.             | „Destiny”                        | 2:22    |  |
| 12.             | „Barge Apocalypse”               | 2:26    |  |
| 13.             | „Day X”                          | 1:37    |  |
| 14.             | „I'm Going Home”                 | 2:16    |  |
| 15.             | „Eight Floors Down”              | 2:51    |  |
| 16.             | „Arming the Football”            | 2:11    |  |
| 17.             | „Not Safe with Me”               | 2:27    |  |
| 18.             | „You're About to Become Famous”  | 1:38    |  |
| 19.             | „Mano a Mano”                    | 1:51    |  |
| 20.             | „Garroted”                       | 3:32    |  |
| 21.             | „Go Get Em”                      | 3:10    |  |
| Lungime totală: | Lungime totală:                  | 59:10   |  |